# Републикански път III-5082
Републикански път IIІ-5082 е третокласен път, част от Републиканската пътна мрежа на България, преминаващ изцяло по територията на Кърджалийска област. Дължината му е 19,2 km.
Пътят се отклонява надясно при 10,7 km на Републикански път III-508 в центъра на град Джебел и се насочва на северозапад, като постепенно се изкачва по източните склонове на източнородопския рид Жълти дял. Преминава последователно през селата Папрат, Мишевско и Църквица и северозападно от село Синчец, на билото на Жълти дял се свързва с Републикански път III-865 при неговия 41,7 km.
| Пътища, отклоняващи се надясно (населено място, № на пътя, посока на пътя) | km   | Пътища, отклоняващи се наляво (посока на пътя, № на пътя, населено място) |
| -------------------------------------------------------------------------- | ---- | ------------------------------------------------------------------------- |
| Община Джебел, III-508, 10,7 km, гр. Джебел →                              | 0,0  | → гр. Джебел, 10,7 km, III-508, Община Джебел                             |
| (за с. Вълкович) общински път ←                                            | 1,5  |                                                                           |
| с. Папрат                                                                  | 3    | с. Папрат                                                                 |
| (за с. Сипец) общински път ←                                               | 6    |                                                                           |
|                                                                            | 7    | → общински път (за селата Щерна и Жълтика)                                |
| с. Мишевско                                                                | 8,4  | с. Мишевско                                                               |
| с. Църквица                                                                | 13,2 | с. Църквица                                                               |
| Община Ардино                                                              | 14,7 | Община Ардино                                                             |
|                                                                            | 17,7 | → общински път (за с. Синчец)                                             |
|                                                                            | 18,7 | → общински път (за с. Гърбище)                                            |
| (от 123,7 km на II-86) III-865, 41,7 km →                                  | 19,2 | → 41,7 km, III-865 (до гр. Кърджали)                                      |